# 각각아목
각각아목(Cerapoda, 角脚亞目)은 조각류와 각룡류, 후두류를 포함하는 분류군이다. 신조반류(Neornithischia) 하위에 분류된다. 원래 조각류를 '조각아목'으로, 각룡류와 후두류를 '주식두아목'으로 각각 따로 분류하였지만, 최근의 연구로 조각류와 주식두류가 서로 연관성이 깊다는 것이 밝혀져 하나의 아목으로 재분류되었다.